# 一色藤长
一色藤长（？—1596年5月6日）日本战国时代和安土桃山时代武将，室町幕府御供众。一色晴具之长男，一色秀胜之兄。通称七郎，官位式部少辅従五位下。出家后改名一游斋，法号岫云院。独子为一色范胜。
天文六年（1537年）祖父同样仕任式部少辅，天文十三年（1544年）室町幕府将军足利义辉为了获取更多的领土，所以召入一色式部氏进京和细川氏当主细川辉经共同仕任足利义辉。
天文二十一年（1552年）一色藤长受到足利义辉的赐封，担任従五位下式部少辅。足利义辉在永禄之变被杀害后，一色藤长协助足利义昭从兴福寺逃脱。元龟四年（1573年）足利义昭被织田信长从京都追放后，跟随足利义昭的一色藤长在备后鞆投靠了细川藤孝。后担任细川家笔头，从此没有参战记载。

## 异说
传闻一色藤长在庆长五年（1600年）的关原之战参加西军，最后战死沙场。

## 登场游戏
- 决战III
- 信長之野望系列(蒼天錄初登場至今)